# Нова Весь-Слядув
Нова Весь-Слядув (пол. Nowa Wieś-Śladów) — село в Польщі, у гміні Брохув Сохачевського повіту Мазовецького воєводства.
Населення — 47 осіб (2011).
У 1975-1998 роках село належало до Варшавського воєводства.

## Демографія
Демографічна структура станом на 31 березня 2011 року:
|          | Загалом | Допрацездатний вік | Працездатний вік | Постпрацездатний вік |
| -------- | ------- | ------------------ | ---------------- | -------------------- |
| Чоловіки | 24      | 4                  | 17               | 3                    |
| Жінки    | 23      | 4                  | 15               | 4                    |
| Разом    | 47      | 8                  | 32               | 7                    |